# ザ・ベイ (映画)
『ザ・ベイ』（The Bay）は、2012年にアメリカ合衆国で制作されたホラー映画。小さな港町に疫病が拡がっていく恐怖を、バリー・レヴィンソン監督がファウンド・フッテージ形式で描いている。

## ストーリー
政府によって隠蔽されていたとある映像。そこにはメリーランド州チェサピーク湾沿いにある小さな港町クラリッジでの、2009年の独立記念日の様子が映し出されていた。最初はお祭りムードに沸く市民だったが、突然次々と体調不良を訴え病院に搬送される。原因は湾内に潜んでいた寄生虫（ウオノエ）によるものだと判明するが時すでに遅く、感染は次々と広がっていきついには町全体が感染者で溢れかえってしまう。

## キャスト
| 役名             | 俳優                   | 日本語吹替 |
| ---------------- | ---------------------- | ---------- |
| アレックス       | ウィル・ロジャース     | 半田裕典   |
| ステファニー     | クリステン・コノリー   | 大津愛理   |
| ドナ             | ケッテル・ドナヒュー   | 渋谷はるか |
| ストックマン町長 | フランク・ディール     | 岡哲也     |
| エイブラムス医師 | スティーヴン・クンケン | 郷田ほづみ |
| サム             | クリストファー・デナム | 浅科准平   |
| ジャクライン     | ナンシー・アルカ       | 合田絵利   |